# Avant Airlines
Avant Airlines foi uma companhia aérea chilena que pertencia à empresa de transporte terrestre de passageiros Tur Bus. Iniciou suas operações em 1997 e encerrou-as em 2001. Seu código IATA era OT.

## História
A Avant Airlines fez seus primeiros voos regulares para La Serena em janeiro de 1997. Nos meses seguintes, ampliou sua oferta de destinos, voando para Copiapó e Valdivia, entre outros, e em junho do mesmo ano foi adquirida pela família Díez, dona da Tur Bus. Em 1998, comprou a companhia aérea National por US$ 24 milhões.
Apesar do crescimento que a empresa teve e da constante expansão das suas rotas nacionais e internacionais, em 2001, a Avant declarou falência, provocando o encerramento definitivo dos seus serviços nas rotas nacionais. O último voo doméstico ocorreu em 9 de março de 2001, entre as cidades de Calama, Antofagasta e Santiago.
Após o seu encerramento, a Avant operou no mercado aéreo chileno como uma empresa que oferecia o serviço de aluguel a outras companhias aéreas nacionais, e algumas internacionais, de suas aeronaves Boeing 737-200 e Boeing 727-200. Por volta de 2005, toda a frota pertencente à extinta Avant foi adquirida pela Sky Airline, com exceção das aeronaves Boeing 727-200, que foram vendidas à transportadora DHL.

## Destinos
Chile:
- Arica (Aeroporto Internacional Chacalluta)
- Iquique (Aeroporto Internacional Diego Aracena)
- Antofagasta (Aeroporto Internacional Cerro Moreno)
- Calama (Aeroporto Internacional El Loa)
- Copiapó (Aeródromo Chamonate)
- La Serena (Aeroporto La Florida)
- Santiago (Aeroporto Internacional Comodoro Arturo Merino Benítez)
- Concepción (Aeroporto Internacional Carriel Sur)
- Los Ángeles (Aeroporto María Dolores)
- Temuco (Aeroporto de Maquehue)
- Valdivia (Aeroporto Pichoy)
- Osorno (Aeroporto Canal Baixo Carlos Hott)
- Puerto Montt (Aeroporto Internacional El Tepual)
- Balmaceda (Aeroporto de Balmaceda)
- Punta Arenas (Aeroporto Internacional Presidente Carlos Ibáñez del Campo)

## Frota

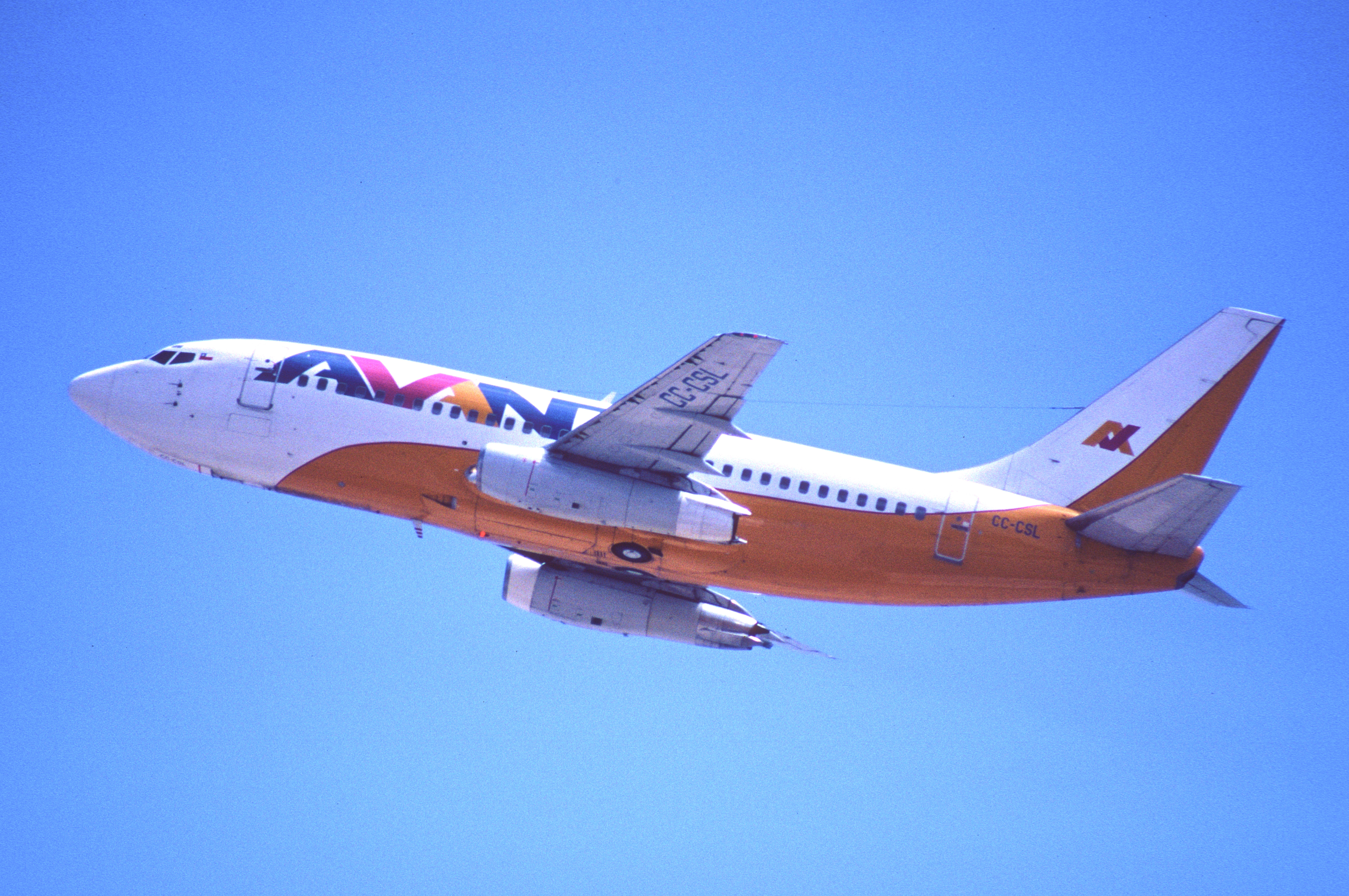
Boeing 737-248 da Avant Airlines.

- Boeing 727-2M7
- Boeing 727-287
- Boeing 737-204
- Boeing 737-222
- Boeing 737-229
- Boeing 737-248